# La Colonne (chanson)
Pour les articles homonymes, voir La Colonne.

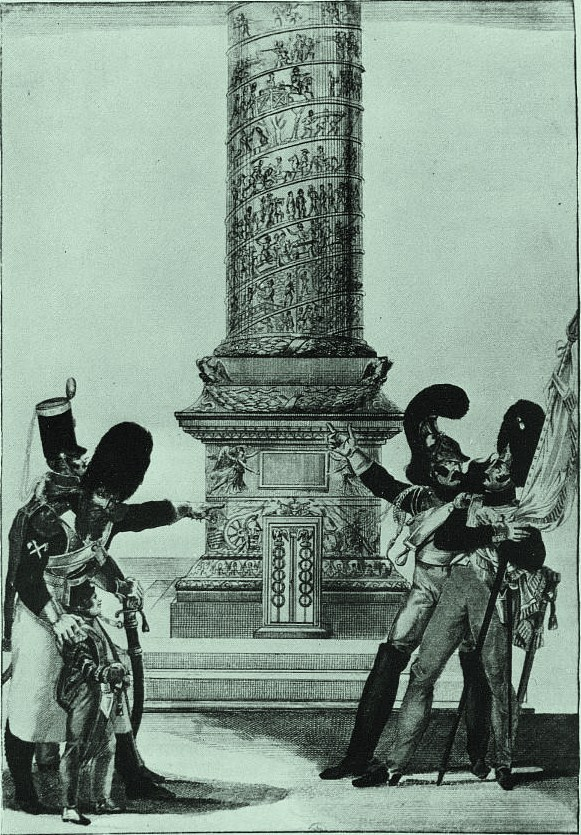
Illustration de la chanson, par Caroline Naudet, d'après Aubry, 1819.

La Colonne est une célèbre chanson de goguette créée en 1818 par le goguettier Émile Debraux. Elle lança son auteur.

## Histoire
La Colonne fut écrite à la gloire de la colonne Vendôme en 1818. 
Cette année-là le pouvoir royal faisait fondre la statue de l'empereur Napoléon Ier ôtée le 8 avril 1814 du sommet de celle-ci.
C'est également en 1818 que se terminait l'occupation de la France par les armées alliées à la suite de la défaite de Napoléon Ier en 1815.
Cette chanson fut chantée pour la première fois en 1818 par son auteur dans la goguette des Gais Lurons réunie à Paris à l'estaminet Sainte-Agnès, rue Jean-Jacques Rousseau. 
Elle connut rapidement un très grand succès.
En 1897, Jehan Rictus citait les deux vers « Ah ! qu'on est fier d'être Français / Quand on regarde la Colonne » dans son soliloque Songe-Mensonge.
La chanson est à présent oubliée du grand public.

## Texte
Deux versions de cette chanson existent imprimées.
Elles sont différentes : 
La version longue compte 7 couplets et commence par un couplet dédicace à Béranger.
La version courte compte seulement 4 couplets.
De plus le début du dernier couplet comporte une variante importante : 
Version longue :
Proscrits, sur l'onde fugitive

Cherchez un destin moins fatal :
Version courte :
Pourquoi, sur l'onde fugitive, 

Se soustraire au pouvoir royal ?

### Version longue
1
Ô toi, dont le noble délire

Charma ton pays étonné,

Eh quoi ! Béranger, sur ta lyre

Mon sujet n'a pas résonné !

Toi, chantre des fils de Bellone,

Tu devrais rougir, sur ma foi,

De m'entendre dire avant toi :

Français, je chante la Colonne.
2
Salut, monument gigantesque 

De la valeur et des beaux-arts ; 

D'une teinte chevaleresque 

Toi seul colore nos remparts. 

De quelle gloire t'environne 

Le tableau de tant de hauts faits :

Ah ! qu'on est fier d'être Français 

Quand on regarde la Colonne.
3
Avec eux la gloire s'exile,

Osa-t-on dire des proscrits ;

Et chacun vers le champ-d'asile

Tournait ses regards attendris.

Malgré les rigueurs de Bellone,

La gloire ne peut s'exiler,

Tant qu'en France on verra briller

Des noms gravés sur la Colonne.
4
L'Europe qui, dans ma patrie,

Un jour pâlit à ton aspect,

En brisant ta tête flétrie,

Pour toi conserva ton respect.

Car des vainqueurs de Babylone,

Des héros, morts chez l'étranger

Les ombres, pour la protéger,

Planaient autour de la Colonne.
5
Anglais, fier d'un jour de victoire,

Par vingt rois conquis bravement,

Tu prétends, pour tromper l'histoire,

Imiter ce beau monument.

Souviens toi donc, race bretonne :

Qu'en dépit de tes factions,

Du bronze de vingt nations

Nous avons formé la Colonne.
6
Et vous, qui domptiez les orages,

Guerriers, vous pouvez désormais

Du sort mépriser les outrages,

Les héros ne meurent jamais.

Vos noms, si le temps vous moissonne,

Iront à la postérité ;

Vos brevets d'immortalité

Sont burinés sur la Colonne.
7
Proscrits, sur l'onde fugitive

Cherchez un destin moins fatal :

Pour moi, comme la sensitive,

Je mourrais loin du sol natal !

Et si la France, un jour m'ordonne

De chercher au loin le bonheur,

J'irai mourir au champ d'honneur,

Ou bien au pied de la Colonne.

### Version courte
1
Salut, monument gigantesque 

De la valeur et des beaux-arts ; 

D'une teinte chevaleresque 

Toi seul colore nos remparts. 

De quelle gloire t'environne 

Le tableau de tant de hauts faits ! 

Ah ! qu'on est fier d'être Français 

Quand on regarde la colonne !
2
Anglais, fiers d'un jour de victoire, 

Par vingt rois conquis bravement, 

Tu prétends, pour tromper l'histoire, 

Imiter ce beau monument. 

Souviens-toi donc, race bretonne, 

Qu'en dépit de tes factions, 

Du bronze de vingt nations 

Nous avons formé la colonne.
3
Et vous, qui domptiez les orages, 

Guerriers, vous pouvez désormais 

Du sort mépriser les outrages : 

Les héros ne meurent jamais. 

Vos noms, si le temps vous moissonne, 

Iront à la postérité ; 

Vos brevets d'immortalité 

Sont burinés sur la colonne.
4
Pourquoi, sur l'onde fugitive, 

Se soustraire au pouvoir royal ? 

Pour moi, comme la sensitive, 

Je mourrai sur le sol natal. 

Ah ! si la France un jour m'ordonne 

De chercher au loin le bonheur, 

J'irai mourir au champ d'honneur 

Ou bien au pied de la colonne.